# Koi koi
El Koi koi és un joc de cartes que es juga amb la baralla "hanafuda" (joc de les flors). Poden jugar dues persones. És un joc de "pesca", en el que es fan parelles, combinant les cartes de la mà amb les cartes exposades sobre la taula. En aquest joc no es té en compte la puntuació de cada carta si no el seu tipus.

## Cartes
Hi ha dotze pals de cartes, que simbolitzen els dotze mesos de l'any. Cada mes està il·lustrat amb una planta representativa d'aquest mes. Cada mes a la vegada el formen quatre cartes. Això forma un total de 48 cartes.
- Gener: pi
- Febrer: prunera en flor
- Març: cirerer florit
- Abril:glicina
- Maig:lliri
- Juny: peònia
- Juliol:trèvol
- Agost: herba de les pampes
- Setembre:crisantem
- Octubre: auró
- Novembre: salze
- Desembre: paulònia

Dins de les cartes hanafuda hi ha diferents tipus de cartes segons el seu valor, i que s'utilitzen per fer les combinacions.
- Cartes de llum (20 punts). Es divideixen entre seques i mullades. N'hi ha 4 de seques i una de mullada (l'home de la pluja).
- Cartes de terra (10 punts). Tenen representades animals (7) o objectes (2).
- Cartes de cinta (5 punts). Es divideixen entre cintes vermelles, cintes blaves i cintes poètiques.
- Cartes bàsiques (1 punt). Són la resta de cartes.

| Punts | Nom Combinació                                                                         | Combinació de cartes | Exemple |
| ----- | -------------------------------------------------------------------------------------- | --- | ------- |
| 15    | Gokō (五光) "Cinc Hikari"                                                              | Les cinc cartes de 20 punts |         |
| 8     | Shikō (四光) "Quatre Hikari"                                                           | Totes les cartes de 20 punts excepte Ono no Michikaze (carta de 20 punts de Willow) |         |
| 7     | Ame-Shikō (雨四光) "Quatre pluges Hikari"                                              | Quatre cartes de 20 punts, una de les quals és Ono no Michikaze (carta de 20 punts de Willow) |         |
| 6     | Sankō (三光) "Tres Hikari"                                                             | Tres cartes de 20 punts, excepte Ono no Michikaze (carta de 20 punts de Willow) |         |
| 5     | Tsukimi-zake (月見酒) "Visió lluna"                                                    | Moon and Sake (carta de 20 punts de Susuki i carta de 10 punts de Chrysanthemum). Acumulat amb Hanami-zake.                                                                                                 |         |
| 5     | Hanami-zake (花見酒) "Visió de flors de cirerer"                                       | Cortina i Sake (carta de 20 punts de Sakura i carta de 10 punts de Chrysanthemum). Acumulat amb Tsukimi-zake.                                                                                               |         |
| 5     | Inoshikachō (猪鹿蝶) "Senglar, Cérvol, Papallona"                                      | Senglar, cérvol i papallones (les cartes de 10 punts de Bush Clover, Maple i Peony, respectivament) |         |
| 1     | Tane (タネ)                                                                            | Qualsevol cinc cartes de 10 punts, és a dir, qualsevol combinació de cartes d'animals, pont de vuit taulons (Iris) i sake (crisantem). S'atorga un punt addicional per cada targeta addicional de 10 punts. |         |
| 10    | Akatan, Aotan no Chōfuku (赤短・青短の重複) "Poesia vermella combinada i Tanzaku blau" | Les 3 cartes de Tanzaku de poesia vermella i les 3 cartes de Tanzaku blau (és a dir, la combinació d'Aka-tan i Ao-tan)                                                                                      |         |
| 5     | Akatan (赤短) "Poesia vermellaTanzaku"                                                 | Les 3 cartes Red Poetry Tanzaku (les cartes de 5 punts de Pine, Ume i Sakura) |         |
| 5     | Aotan (青短) "Tanzaku blau"                                                            | Les 3 cartes Blau Tanzaku (les cartes de 5 punts de Peony, Chrysanthemum i Maple) |         |
| 1     | Tanzaku (短冊) "Poesia Tanzaku"                                                        | Qualsevol de les cinc cartes de 5 punts, totes elles cartes de Tanzaku. S'atorga un punt addicional per cada targeta addicional de 5 punts.                                                                 |         |
| 4     | Tsukifuda (月札) "Cartes del mes"                                                      | Les quatre cartes representen el mateix mes |         |
| 1     | Kasu (カス)                                                                            | Qualsevol deu cartes d'1 punt, totes elles cartes normals, també conegudes com a cartes Chaff. S'atorga un punt addicional per cada targeta addicional d'1 punt.                                            |         |

## Objectiu
Per guanyar la partida s'han d'obtenir el major nombre de punts possibles intentant guanyar totes les rondes possibles, ja que només es puntua si es guanya la ronda. Una partida es pot jugar a 3, 6, 9 o 12 rondes, sent 12 rondes el nombre habitual.

## Com es juga
Al principi s'ha d'escollir qui comença a jugar. Per això, cada jugador tria una carta a l'atzar. El jugador amb la carta més propera al mes de gener, comença. En cas d'empat, comença el jugador que hagi tret la carta de més valor. Si l'empat es manté, cada jugador treu una altra carta.
A cada jugador se li reparteixen 8 cartes (de forma oculta) i es col·loquen 8 cartes més al centre de la taula cap per amunt, a la vista dels 2 jugadors. La resta de cartes es col·loquen en una pila al costat.
En torns consecutius, cada jugador intentarà:
1. Fer una parella de cartes entre cartes de la seva mà i de la taula.
2. Fer una parella de cartes entre una carta nova de la pila i de la taula.
3. Guanyar les cartes.
4. Fer Koi-Koi o parar.

## Combinacions
Les combinacions (yaku) es divideixen en categories. Dins de cada una de les categories només es puntua la de valor més alt. És possible aconseguir dues o més combinacions mentre siguin de categories diferents.
- Kasu: 10 cartes normals. 1 punt. Cada carta addicional, 1 punt extra.
- Tanzaku: 5 cintes qualsevol. Cada carta addicional, 1 punt extra.
- Tane: 5 animals qualsevol. Cada carta addicional, 1 punt extra.
- Ino-shika-cho: combinació de 3 cartes (senglar, cérvol i papallones). 5 punts.
- Akatan: 3 cintes vermelles poètiques. 6 punts.
- Aotan: 3 cintes blaves. 6 punts.
- Sanko: 3 llums qualsevol. No incloent l'home de la pluja. 6 punts.
- Ame-shiko: 4 llums qualsevol. Incloent l'home de la pluja. 8 punts.
- Shiko: 4 llums qualsevol. No incloent l'home de la pluja. 10 punts.
- Goko: 5 llums. 15 punts.

Nota: la carta de terra de la copa de sake, es pot utilitzar com a carta normal si tens 9 cartes normals per fer un Kasu.

## Tancar una ronda
Quan un jugador ha aconseguit una qualsevol combinació amb les cartes que té exposades a la seva zona de cartes, pot tancar la ronda i guanyar els punts, o pot demanar koi.
Quan es demana koi, la partida continua fins que el jugador que obtingut la combinació aconsegueix una altra combinació o millora l'anterior. En qualsevol cas, la ronda s'acaba, ja que no es pot demanar koi per segona vegada. Si no ho aconsegueix abans que s'acabin les cartes, només puntua la combinació inicial.
També existeix el risc que el jugador contrari aconsegueixi fer alguna combinació, que farà que la ronda acabi immediatament (no pot demanar koi), obtenint el doble de puntuació per la seva combinació.

## Puntuació
Qualsevol puntuació de 7 o més punts fa que la puntuació es multipliqui per 2. Es pot donar un multiplicador de 4 en cas que s'aconsegueixi guanyar al jugador contrari després que demani koi amb 7 més punts combinant els 2 multiplicadors.
Al final de les rondes designades a l'inici, se sumen les puntuacions de totes les rondes. El jugador amb més punts guanya la partida.

## Cultura popular
Koi-Koi té un paper important a la pel·lícula d'anime Summer Wars del 2009. També és un dels jocs destacats a Clubhouse Games, així com la seva seqüela Clubhouse Games: 51 Worldwide Classics. Altres videojocs que inclouen Koi-Koi inclouen la sèrie Yakuza, Way of the Samurai 4, i Sakura Wars.
A la sèrie d'anime Komi Can't Communicate, el joc es juga en un dels episodis. A la sèrie d'anime Naruto, tres personatges (Yamanaka Ino, Akimichi Choji i Nara Shikamaru) formen l'equip 10. El seu nom de formació quan ataquen als oponents és "Ino-Shika-Cho".
Les cartes Hanafuda i els jocs de yaku apareixen a la llista de moviments de Genjuro, un personatge de la sèrie de jocs de lluita Samurai Shodown. Els seus projectils lleugers, mitjans i pesats són una targeta simple, animal i brillant, respectivament. Té una corda d'atac de tres cops que mostra el senglar, el cérvol i la papallona a mesura que cada cop es connecta. També disposa d'un atac de presa de dos cops que mostra la targeta de sake i la lluna. I el seu "súper moviment" és un atac de cinc cops que mostra les cinc cartes brillants a mesura que es connecta cada cop.